# Un dollaro bucato
Un dollaro bucato (Brasil: O Dólar Furado / Portugal: Um Dólar Furado) é um filme italo-francês de 1965, do gênero faroeste, dirigido por Giorgio Ferroni, roteirizado pelo diretor e Giorgio Stegani, música de Gianni Ferrio.

## Sinopse
Após a guerra civil, ex-combatente sulista tem a vida salva por um dólar de prata em um confronto e, inadvertidamente, causa a morte de seu irmão.

## Elenco
- Giuliano Gemma....... Gary O'Hara (como Montgomery Wood)
- Evelyn Stewart....... Judy O'Hara
- Pierre Cressoy....... McCoy (como Peter Cross)
- Giuseppe Addobbati....... Donaldson (como John Mac Douglas)
- Franco Fantasia....... Xerife Anderson (como Frank Farrel)
- Tullio Altamura....... Peter (como Tor Altmayer)
- Massimo Righi....... Brad (como Max Dean)
- Andrea Scotti (como Andrew Scott)
- Nazzareno Zamperla....... Phil O'Hara (como Nick Anderson)
- Benito Stefanelli....... James (como Benny Reeves)
- Franco Lantieri....... Slim (como Frank Liston)